# Culiseta
Genre
Culiseta est un genre de moustiques de la sous-famille des Culicinae. Ce genre comporte 7 sous-genres.

## Liste des sous-genres et espèces
Selon ITIS :
- Culiseta (Allotheobaldia) Brolemann, 1919 
  - Culiseta longiareolata (Macquart, 1838)
- Culiseta (Austrotheobaldia) Dobrotworsky, 1954
  - Culiseta littleri (Taylor, 1914)
- Culiseta (Climacura) Howard, Dyar and Knab, 1915
  - Culiseta antipodea Dobrotworsky, 1962
  - Culiseta marchettei García, Jeffery and Rudnick, 1969
  - Culiseta melanura (Coquillett, 1902)
  - Culiseta novaezealandiae Pillai, 1966
  - Culiseta taiwanica Lien, Lin and Weng, 1999
  - Culiseta tonnoiri (Edwards, 1925)
- Culiseta (Culicella) Felt, 1904
  - Culiseta amurensis Maslov, 1964
  - Culiseta atra (Lee, 1944)
  - Culiseta drummondi (Dobrotworsky, 1960)
  - Culiseta fumipennis (Stephens, 1825)
  - Culiseta inconspicua (Lee, 1937)
  - Culiseta litorea (Shute, 1928)
  - Culiseta minnesotae Barr, 1957
  - Culiseta morsitans (Theobald, 1901)
  - Culiseta nipponica La Casse and Yamaguti, 1950
  - Culiseta ochroptera (Peus, 1935)
  - Culiseta otwayensis (Dobrotworsky, 1960)
  - Culiseta sylvanensis (Dobrotworsky, 1960)
  - Culiseta victoriensis (Dobrotworsky, 1954)
  - Culiseta weindorferi (Edwards, 1926)
- Culiseta (Culiseta) Felt, 1904
  - Culiseta alaskaensis (Ludlow, 1906)
  - Culiseta annulata (Schrank, 1776) appelé aussi « cousin annelé »
  - Culiseta atlantica (Edwards, 1932)
  - Culiseta bergrothi (Edwards, 1921)
  - Culiseta glaphyroptera (Schiner, 1864)
  - Culiseta impatiens (Walker, 1848)
  - Culiseta incidens (Thomson, 1869)
  - Culiseta inornata (Williston, 1893)
  - Culiseta megaloba Luh, Chao and Xu, 1974
  - Culiseta niveitaeniata (Theobald, 1907)
  - Culiseta particeps (Adams, 1903)
  - Culiseta subochrea (Edwards, 1921)
- Culiseta (Neotheobaldia) Dobrotworsky, 1958
  - Culiseta frenchii (Theobald, 1901)
  - Culiseta hilli (Edwards, 1926)
- Culiseta (Theomyia) Edwards, 1930 
  - Culiseta fraseri (Edwards, 1914)